# Monitor de video

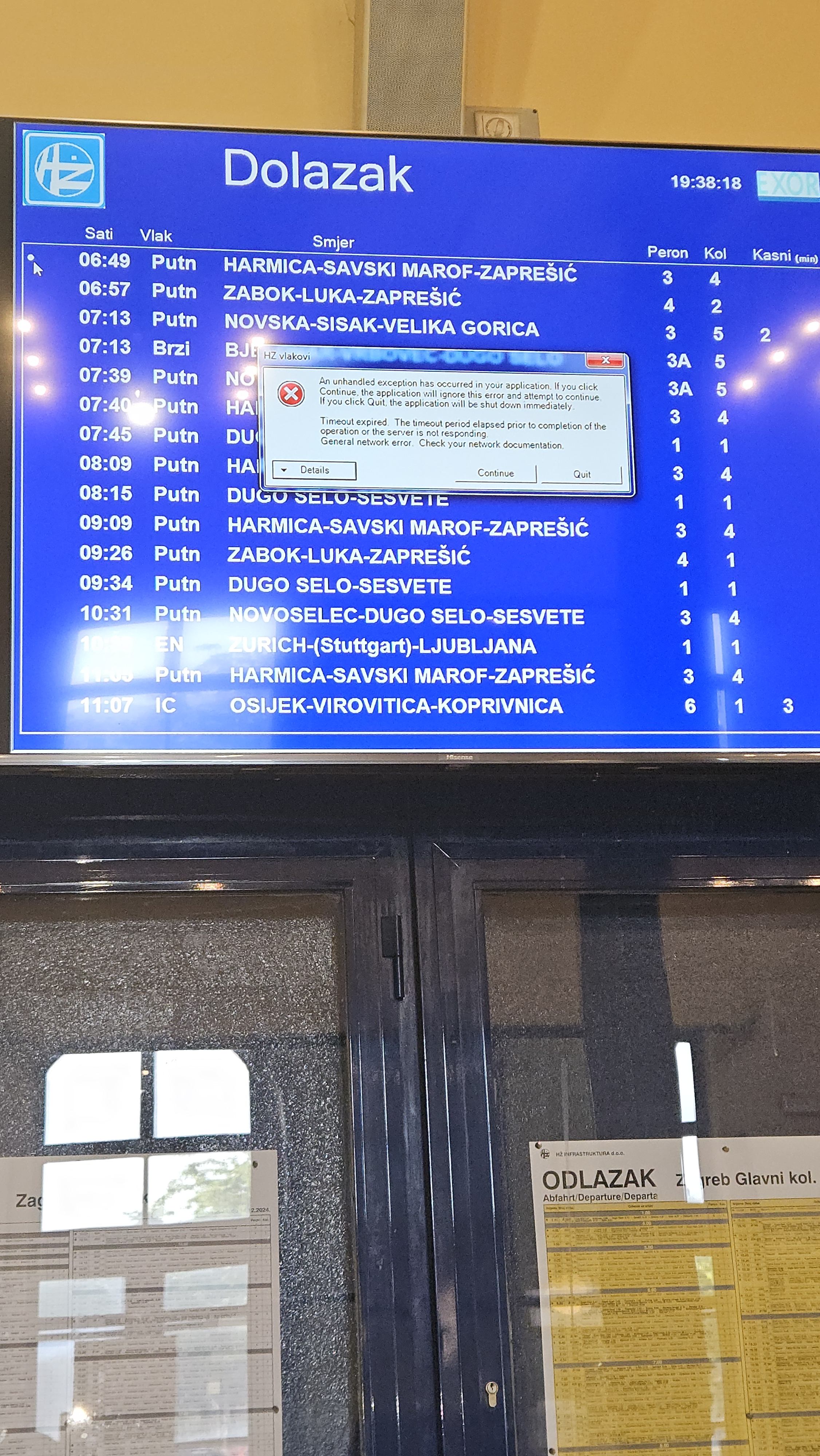
La aplicación de Microsoft Windows que ejecuta la pantalla Hrvatske Željeznice Putnički Promet que muestra el horario de llegada de los trenes, ha fallado

Un monitor de vídeo es un dispositivo electrónico que permite monitorizar señales de vídeo. A diferencia de un televisor los monitores de vídeo no incluyen sintonizador de televisión ni suelen tener altavoces. Han de ser fiables para estar mucho tiempo funcionando (a veces siempre encendidos) y robustos para soportar el trasiego de una producción o estar instalados en una unidad móvil.
Aunque hasta hace poco eran muy escasos por su alto precio, los monitores de vídeo con pantalla plana tienden a imponerse aunque aún presentan algunos problemas. Se siguen vendiendo monitores de tubo aunque tienden a ser sustituidos por pantallas planas rápidamente.

## Uso
Se emplean en seguridad (CCTV), monitorización de procesos industriales y especialmente en cine y televisión durante la captura, grabación, edición, postproducción, procesado y emisión de imagen.

## Calidad
La calidad hace referencia a la capacidad del monitor para representar fielmente la señal de vídeo, la calidad de los materiales, la robustez y la fiabilidad del equipo. 
Aunque a veces no es importante la calidad de imagen en un monitor de vídeo, en muchos casos es necesario que el monitor refleje lo más fielmente posible la señal de vídeo. Los monitores se pueden ajustar en brillo, contraste, colorimetría, gamma... pero la calidad final depende de muchos factores.
Los monitores de gran calidad son mucho más caros y se suele renunciar a la calidad de imagen cuando no es necesario.
En el ámbito profesional la calidad de un monitor puede ser de grado 1, 2 o 3.
Algunos fabricantes ofrecen monitores de grado industrial o calidad industrial. Pero esta etiqueta se refiere  a la fiabilidad y resistencia necesarias en entornos industriales y no a la calidad de imagen.
Grado 1
La máxima calidad en un monitor de vídeo indica que se puede usar como "instrumento de medida" pues, si está bien ajustado, refleja lo más fielmente posible la imagen tal como fue tomada, generada o procesada. 
Se emplea normalmente en control de cámaras, puestos de control de calidad (por ejemplo: control central de televisión), etalonado y en cualquier otro puesto de trabajo donde se revisen técnicamente los parámetros de la calidad de la señal de vídeo para ser evaluados, controlados y, si es necesario, corregidos.
Normalmente donde es necesario un monitor de grado 1 también se usa un monitor forma de onda y un vectorscopio para monitorizar gráficamente la forma eléctrica de la señal al mismo tiempo que el vídeo. Suelen tener varias entradas de vídeo y múltiples posibilidades de conexión.
Los monitores grado 1 suelen incluir los últimos adelantos técnicos. Tienen una electrónica más compleja y, si es un monitor de tubo, este tiende a ser más grande por lo que estos monitores casi siempre son más caros, grandes y pesados.
Grado 2
La calidad media en un monitor indica que se ha sacrificado parte de la calidad de imagen en beneficio de un precio sensiblemente más bajo o de un menor peso o tamaño. Se usan donde el control estricto de la calidad de la imagen no es necesaria pero se debe seguir asegurando cierta calidad. Lo normal es que estos monitores tengan tolerancias por ejemplo en la fidelidad del color, la estabilidad de la imagen y otros detalles.
Los podemos encontrar en salas de edición de vídeo, posproducciones de vídeo, puentes de monitorado y previsualización de vídeo.
Un caso especial son los monitores de las cámaras. Aunque sería preferible en este caso usar monitores de grado 1, debido a la necesidad de reducir el peso y el tamaño al máximo los monitores de cámara que van encima de las cámaras de estudio y los visores electrónicos (viewfinder) de las cámaras de terreno (ENG) suelen ser un monitor en blanco y negro de grado 2. Pese a todo deben garantizar gran estabilidad en la imagen, fidelidad geométrica y sobre todo un gran rango de brillo que le permita adaptarse a múltiples ambientes de luz. Deben tener un gran nivel de detalle para facilitar al máximo el ajuste del foco de la cámara.
En muchas ocasiones podemos encontrar monitores de grado 1 y 2 juntos como en muchos puentes de monitores, postproducciones de vídeo y otros. En este caso los monitores de previo y programa suelen ser de grado 1 y el resto de grado 2.
Grado 3
En un monitor de grado 3 (también llamado de presencia) es comparable en muchos aspectos a un televisor doméstico de gama alta. En busca de un menor costo, peso y tamaño no sólo se renuncia a la calidad de imagen también suelen tener menos conectores (típicamente tienen una o dos entradas de vídeo), menor robustez mecánica, menor tolerancia al ruido electromagnético, menor temperatura de trabajo, producen mayor ruido, etc. Pese a todo deben soportar el ajetreo normal de las producciones y el estar siempre encendidos.
A veces no traen asas de transporte ni están pensados para montarse en bastidores como es habitual en los monitores de grado 1 y 2.
Es el monitor que se usa típicamente en CCTV.
En el mundo de la televisión los podemos encontrar donde sólo se trabaja con sonido como en salas de edición de audio, salas de locución, salas de doblaje y puestos de comentarista. Antiguamente solían ser monitores en blanco y negro para ahorrar.
En los platós de televisión hay monitores de presencia para que los presentadores, el personal del set y el público puedan seguir el programa. También hay monitores de presencia para que los presentadores puedan verse a sí mismos cuando sea necesario como en el uso del croma en programas sobre el tiempo.
Los monitores de teleapuntador son normalmente de grado 3, ya que es conveniente que pesen lo menos posible.